# Gherasim Luca

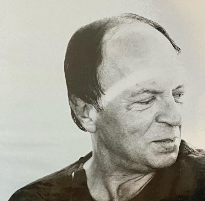
Gherasim Luca en 1970.

Gherasim Luca o Gherashim Luca (Bucarest, 23 de julio de 1913-París, 9 de febrero de 1994) poeta rumano citado con frecuencia en trabajos de Gilles Deleuze y Félix Guattari.

## Biografía
Era hijo de un sastre judío y hablaba yídish, rumano, alemán y francés. Desde 1938, empezó a viajar frecuentemente a París y allí se introdujo en el surrealismo. La Segunda Guerra Mundial y el antisemitismo de las autoridades rumanas lo llevaron al exilio. Durante la etapa precomunista en Rumanía fundó un grupo de artistas surrealistas con Gellu Naum, Paul Păun, Virgil Teodorescu y Dolfi Trost. Publicó principalmente en francés y fue el inventor de la cubomanía y otras técnicas surrealistas. En 1952, dejó definitivamente Rumanía por Francia, pasando por Israel. En 1994 fue desahuciado de su apartamento por motivos de higiene y se arrojó al Sena el 9 de febrero.

## Obra seleccionada
- Un loup à travers une loupe, Bucarest, 1942. Poemas en prosa inicialmente publicados en rumano.
- Quantitativement aimée, Éditions de l'Oubli, Bucarest, 1944
- Le Vampire passif, Éditions de l'Oubli, Bucarest 1945
- Dialectique de la dialectique, con Dolfi Trost, Éditions surréalistes, Bucarest, 1945
- Les Orgies des Quanta, Éditions de l'Oubli, Bucharest 1946
- Amphitrite, Éditions de l’Infra-noir, Bucarest 1945
- Le Secret du vide et du plein, Éditions de l'Oubli, Bucarest 1947
- Héros-Limite, Le Soleil Noir, París 1953 con ilustraciones
- Ce Château Pressenti, Méconnaissance, París 1958, con ilustraciones de Victor Brauner
- La Clef, Poème-Tract, 1960, París
- L'Extrême-Occidentale, Éditions Mayer, Lausana 1961 con ilustraciones de Jean Arp, Brauner, Max Ernst, Jacques Hérold, Wifredo Lam, Roberto Matta, Dorothea Tanning
- La Lettre, París, 1960
- Le Sorcier noir, con Jacques Hérold, París 1996
- Sept slogans ontophoniques, Brunidor, París 1963 con ilustraciones de Augustín Fernández, Enrique Zanartu, Gisèle Celan-Lestrange, Jacques Hérold.
- Poésie élémentaire, Éditions Brunidor, Vaduz, Liechtenstein, 1966
- Apostroph'Apocalypse, Éditions Upiglio, Milán 1967 con ilustraciones de Wifredo Lam
- Sisyphe Géomètre, Éditions Givaudan, París, 1967 con diseños de Piotr Kowalski
- Droit de regard sur les idées, Brunidor, París, 1967
- Déférés devant un tribunal d'exception, París, 1968.
- Dé-Monologue, Brunidor, París, 1969 con ilustraciones de Micheline Catty
- La Fin du monde, Éditions Petitthory, París 1969 con un frontis de Micheline Catty e ilustraciones de Ghérasim Luca
- Le Tourbillon qui repose, Critique et Histoire, 1973
- Le Chant de la carpe, Le Soleil Noir, París, 1973
- Présence de l'imperceptible, Franz Jacob, Châtelet
- Paralipomènes, Le Soleil Noir, París 1976 con una cubomania de Luca
- Théâtre de Bouche, Criapl'e, París, 1984 with an engraving and nine drawings by Micheline Catty.
- Satyres et Satrape, Éditions de la Crem, Barlfeur, 1987
- Le Cri, Éditions Au fil de l'encre, París, 1995

- (en español) Gherasim Luca, La zozobra de la lengua, El Desvelo Ediciones, Santander, 2018, 368 p. ISBN: 978-84-948306-3-1. Antología trilingüe (español, rumano y francés) de poemas, traducidos por Catalina Iliescu, Vicente Gutiérrez Escudero, Jesús García Rodríguez y Eugenio Castro; estudio introductorio de Vicente Gutiérrez Escudero. Incluye cubomanías y otra obra gráfica.
- (en español) Gherasim Luca, Héroe límite, añosluz ediciones, Buenos Aires, 2022. Tr. de Mariano Fiszman.

## Filmografía
- Comment s'en sortir sans sortir (1988), de  Raoul Sangla, el poeta sale recitando sus versos